# Sonja Kovačić-Tajčević
Sonja Kovačić-Tajčević (Bošnjaci, 7 novembre 1894 – Fiume, 3 dicembre 1968) è stata una pittrice croata.

## Biografia
Studiò pittura a Zagabria sotto la guida di Bela Čikoš Sesija e di Menci Klement Crnčić. Dal 1918 trovò impiego presso la facoltà di medicina di Zagabria come disegnatrice di immagini anatomiche. Proseguì la sua formazione artistica a Praga e a Vienna; si perfezionò a Parigi, presso la scuola privata di André Lhote, che frequentò dal 1926 al 1927 e poi dal 1928 al 1934. Nel 1927 fu una delle fondatrici del Club delle belle arti.
Dipinse ritratti, nature morte e composizioni figurative con colori accesi, che, con una stilizzazione moderata, la avvicinano al cubismo: fra le opere si ricordano Tri sestre ("Tre sorelle", 1927) e Mrtva priroda ("Natura morta, 1930). Si concentra nei sulla rifrazione geometrica della forma e della luce e crea strutture simili a cristalli, come in Kupač ("Bagnante", 1927, al Museo d'Arte Contemporanea di Zagabria) e in Portret djevojke ("Ritratto di ragazza", 1928–34, alla Galleria di Belle Arti di Osijek). Nelle nature morte si avvicina al raffinato stile di Paul Cézanne. Nello stesso periodo crea opere intrise di lirismo coloristico, più vicine a una comprensione realistica dei motivi, come Crnac s ružičastim šeširom ("Negro con cappello rosa") e Majka i dijete ("Madre e bambino", 1930 circa, al Museo d'arte moderna e contemporanea di Fiume), raggiungendo secondo il giudizio di Grgo Gamulin "una nuova poetica pittorica all'interno di uno stile sperimentale moderno".
Molti dei suoi dipinti si trovano in collezioni private dell'ex Jugoslavia. La sua fortuna fu propiziata da una mostra di grande successo a Belgrado nel 1926, seguita da un'altra mostra a Zagabria nel 1928.